# Moros y Cristianos de Petrel
Los Moros y Cristianos de Petrel en honor a san Bonifacio Mártir son unas fiestas que tienen lugar en la localidad española de Petrel (Alicante) del jueves al lunes del fin de semana más cercano al 14 de mayo, festividad del patrón de la población. Estas fiestas están catalogadas como de Interés Turístico. En el año 2024 tendrán lugar del 16 al 20 de mayo.
De cinco días de duración, tradicionalmente daban comienzo el 14 de mayo, festividad de san Bonifacio Mártir, cambiándose esto a mediados de la década de 1970, cuando se estableció que se celebraran las fiestas todos los años de jueves a lunes, coincidiendo con el fin de semana más cercano al 14 de mayo.

## Historia
Son las de Petrel (Alicante) unas de las Fiestas de Moros y Cristianos más antiguas de la provincia, teniéndose datos de éstas ya en el siglo XVII, concretamente de 1614 y unas normas ya marcadas y establecidas desde el 12 de mayo de 1822, como así se recoge en un bando municipal.
El escritor local Hipólito Navarro Villaplana escribió el libro La fiesta de Moros y Cristianos de Petrel, sobre la fiesta de Petrel y su evolución, sobre todo desde la perspectiva de los cambios sociales producidos en la época de los 60/70 del siglo XX. Fue entonces cuando la fiesta de Moros y Cristianos de Petrel adquirió la forma actual, produciéndose además un gran aumento de participantes, su calificación como Fiestas de Interés Turístico Nacional, etc. Esto también fue debido al gran aumento demográfico que se produjo en Petrel durante esta época.
Con estos cambios, la fiesta de Petrel adquirió una importante notoriedad y fama, llegando incluso a acudir a finales de los 80 a los estudios de Televisión Española, y a algunas ciudades como Teruel para su promoción y difusión.

## Estructuración y organización de la fiesta
La fiesta de Moros y Cristianos en Petrel se estructura en tres unidades básicas: bandos, comparsas y filaes. Existen dos bandos, el moro y el cristiano, y cada bando está subdivido a su vez en cinco comparsas de diferente temática. A su vez, estas comparsas están subdivididas en un número variable de lo que se conocen como filaes, que aglutinan grupos de entre diez y veinte personas, y que tienen nombres alegóricos a la temática de cada comparsa. 
El orden de aparición de las comparsas en los desfiles y diferentes actos va rotando de año en año, y a las comparsas que encabezan los bandos cada año se las conoce popularmente en Petrel como "las comparsas de la Media Fiesta".
Cada comparsa tiene unos cargos fiesteros que se renuevan cada año y que representan a la comparsa al principio de la misma en cada acto, vistiendo éstos trajes especiales confeccionados para la ocasión. Estos cargos fiesteros se componen de tres personas: capitán, abanderada y rodela
Los cargos fiesteros de las llamadas comparsas de la Media Fiesta, a su vez, tienen una importancia todavía mayor, pues acompañan al Embajador en los actos de recreación histórica, escenifican una batalla frente a frente durante el acto de la guerrilla, y tienen la responsabilidad de organizar un boato para el comienzo de los desfiles principales (conocidos como Entradas) que precede al desfile en sí, y que suele incluir danzas, motivos alegóricos a la temática de la comparsa e historia de la misma y de la población, participación de comparsas hermanas de otras poblaciones, o incluso pequeños teatrillos. 

### Bando Moro
- Moros Viejos: referencias ya en 1830 como "Comparsa de Moros". De 1951 a 1974 se llamaron "Árabes Damasquinos", y a partir de aquí adoptaron el nombre actual de Moros Viejos. Comparsa señera de la fiesta, que aporta la constancia y tradición, simboliza en el recuerdo Els Cavallerets y de la Mahoma. La primera mujer que ostentó la bandera en la comparsa fue el año 1905. Su distintivo es el gorro (fez) rojo con borla negra.
- Moros Nuevos: fundados el 17 de agosto de 1949, participando activamente en la fiesta de 1951. Al siguiente año la comparsa incorpora a la rodela un palanquín, hasta esa fecha la costumbre radicaba en que las niñas iban a la grupa de una " sokerreta". Cambiaron su nombre por el de "Moros Marroquíes" hasta 1982, cuando volvieron a ser Moros Nuevos. Su distintivo oficial es el gorro (fez) verde con bola roja.
- Beduinos: fundada en 1962. Conocidos inicialmente como la comparsa "dels carrutxes", ya que cuando bajaron desde la ermita el 15 de mayo de 1962, lucieron sudarios sujetados por " carrutxes". Su distintivo es el gorro (fez) azul con borla verde.
- Fronterizos: fundada en 1972. Aparecen en la fiesta en 1973. Comparsa que a través de su presidente fundador simboliza el amor de un barrio por su pueblo. Su distintivo es el gorro (fez) con borla azul.
- Berberiscos: fundada el 19 de mayo de 1975. La primera en incorporar en 1990, en las aperturas, la participación de las abanderadas. Su distintivo es el gorro (fez) negro con borla de color amarillo.

### Bando Cristiano
- Tercio de Flandes. Fundada en 1879. popularmente conocidos como "Flamencos". Es una comparsa única en las fiestas de Moros y Cristianos de todo el territorio nacional, no existiendo comparsas similares en otras poblaciones o habiendo desaparecido las existentes en otras (como los Tercios de Flandes de Villena).
- Marinos. Fundada en 1896. Popularmente conocidos como "Marineros". Al contrario que en otras poblaciones, donde los representantes navales suelen ser Piratas o Corsarios con trajes llenos de fantasía y motivos cadavéricos, en Petrel son los Marinos una comparsa muy tradicional y familiar que visten trajes de corte más noble y clásico.
- Vizcaínos. La actual comparsa de Vizcaínos data su origen en 1957, pero desde 1874 se conservan actas que hablan de su existencia, e incluso se ha llegado a datar su génesis en 1845. Esto se debe a que a lo largo de su historia ha sufrido cambios de nombre, desapariciones, reapariciones, etcétera, lo que hacen complicado dar una fecha exacta de fundación.
- Estudiantes. Fundada en 1930, es heredera de comparsas hermanas en poblaciones como Villena, Onil, o Bañeres y actualmente la más numerosa de todas las comparsas en Petrel.
- Labradores. Fundada en 1946. Es una comparsa que fue fundada por trabajadores del campo de Petrel, y que aún hoy en día se siente muy vinculada a ese pasado y presente rural de la población, y lo refleja en todos sus actos. Además, es la única de las comparsas de Petrel que tiene un patrón específico, San Isidro, su propio himno, el pasodoble Sueños Festeros compuesto por José Ángel Carmona Parra, y un día de celebración extra en las semanas previas a los días oficiales de fiestas.

## Desarrollo de la fiesta. Actos principales

### Jueves
- 20.00 Entrada saludo a las bandas de música, donde la banda de cada comparsa marcha hasta la Plaça de Baix, para interpretar allí junto a las voces de cientos de petrelenses el Pasodoble Petrel.[5]
- 0.00 Retreta, el acto más informal de las fiestas, donde no hace falta ni siquiera ser festero para poder participar aunque sí es necesario conocer a algún festero que te invite a participar.

### Viernes
- 10.00 Bajada del Santo, que se inicia disparando el alardo, y que se alarga hasta las 14.00. La imagen de San Bonifacio es trasladada desde su ermita hasta la iglesia parroquial, siendo este un acto cargado de emotividad.
- 18.30 Guerrilla[6] y Embajada Mora, con fuego de arcabucería y en la que el cristiano se rinde ante el moro.
- 0.30 Ambaixada en valencià en clave de humor.

### Sábado
- 11.00 Entrada Cristiana, en la que participan los dos bandos.
- 20.00 Solemne Procesión, también con la participación de todas las comparsas.

### Domingo
- 11.00 Desfile de honor de las capitanías, que finaliza con la Santa Misa en honor a san Bonifacio.
- 17.30 Entrada Mora, con la participación de los dos bandos.

### Lunes
- 10.00 Guerrilla[6] y Embajada Cristiana, con arcabucería, y en la que el cristiano asalta la fortaleza mora.
- 16.00 Subida del Santo, concluyendo con la Misa en Acción de Gracias y el relevo de cargos.

## Características propias de las fiestas de Petrel
- Los trajes que se lucen son un elemento crucial en las fiestas:

Los cargos festeros se exponen los días previos a las fiestas en diversos escaparates del centro de Petrel. Destacan por su pedrería y sus diseños tradicionales, llegando algunos a tener un valor de miles de euros. Al contrario que en otras poblaciones, todos los festeros tienen dos trajes: uno de "guerrilla", para los días de fiesta, y uno de "gala", para las entradas y la procesión. No se permite que los trajes de gala sean alquilados, y en el caso de serlo, tiene que ser un traje a estrenar y supervisado por una comisión, asegurando al público que lo visto en cada desfile no se repite en otras poblaciones. Prácticamente la totalidad de las vestimentas están confeccionadas en la propia población.
- Los personajes protagonistas de la fiesta también son muy característicos:

Por un lado, la rodela es una figura muy especial. Se trata de una niña pequeña que simboliza un "escudo protector y mágico", y que realiza un baile especial ante su capitán cada vez que éste dispara con su arcabuz. Es una especie de personificación de un ángel protector y mágico. También la figura de la abanderada es característico de las fiestas de Petrel, cuya primera aparición data de 1905, cuando según cuenta la tradición y está registrado en los documentos, la Tía Ramona "se bajó la bandera" de los Moros Viejos. Actualmente, la abanderada se ha exportado a gran cantidad de festividades de Moros y Cristianos de toda España.
- El papel de la mujer:

Aunque hoy en día hay un mayor porcentaje de mujeres que de hombres participando en la fiesta, no fue hasta el último tercio del siglo XX que se logró una equiparación real. Aun así, es necesario recordar que Petrel fue la primera población en la que se tiene constancia que una mujer ostentase un cargo importante en el seno de la Fiesta de Moros y Cristianos. 
Dicha mujer fue la Tía Ramona, cuando en 1905 ostentó por decisión propia y convencimiento el cargo de abanderada de la comparsa de Moros Viejos, cargo que hasta entonces desempeñaban exclusivamente hombres, como aún sigue ocurriendo en muchas otras poblaciones donde se celebran festividades de este tipo.
A pesar de la falta de documentación en otras fiestas, estamos hablando probablemente del primer caso, al menos a nivel valenciano, de participación y protagonismo de la mujer en la Fiesta de Moros y Cristianos.